# Gerard Wodarz
Gerard Wodarz, né le 10 août 1913 à Schwientochlowitz (actuelle Świętochłowice) dans l'Empire allemand et mort à Chorzów le 8 novembre 1982, à soixante-neuf ans, est un footballeur polonais. Il a occupé durant sa carrière le poste d'attaquant.

## Biographie

### Marque l'histoire de son club
Gerard Wodarz commence le football professionnel au Ruch Wielkie Hajduki, « jeune » club basé à Chorzów. Avec Ernest Wilimowski et Teodor Peterek, il forme un trio d'attaque spectaculaire, qui remporte titre sur titre en Pologne. Wodarz, présent au club depuis 1926, gagne cinq fois le championnat, dont quatre d'affilée entre 1933 et 1936.
Brillant avec le Ruch, il est logiquement appelé en équipe nationale, et joue son premier match le 2 octobre 1932 contre la Roumanie, à Bucarest en match amical. Il est aussi du voyage à Berlin pour les Jeux olympiques de 1936.

## Palmarès
- Champion de Pologne : 1933, 1934, 1935, 1936, 1938